# برايان هارتلي
برايان هارتلي (بالإنجليزية: Brian Hartley)‏ هو رياضياتي بريطاني، ولد في 15 مايو 1939 في أكرينجتون في المملكة المتحدة، وتوفي في 8 أكتوبر 1994 بسبب نوبة قلبية.